# مات روبسون (لاعب كرة قدم بريطاني)
مات روبسون (بالإنجليزية: Matt Robson)‏ هو لاعب كرة قدم بريطاني في مركز الدفاع، ولد في 29 ديسمبر 1954 في Easington, County Durham ‏ في المملكة المتحدة. لعب مع دارلينجتون إف سى.